# Svenskt Travderby 2012
Svenskt Travderby 2012 var den 85:e upplagan av Svenskt Travderby, som gick av stapeln söndagen den 2 september 2012 på Jägersro i Malmö i Skåne län. Uttagningsloppen till finalen ägde rum den 21 augusti 2012 på Jägersro.
I finalen segrade loppets förhandsfavorit Pato, körd av Peter Ingves och tränad av Petri Puro. På andraplats kom Panne de Moteur och på tredjeplats Perfectly Enough.

## Upplägg och genomförande
I Svenskt Travderby deltar fyraåriga, svenskfödda varmblodiga travhästar. Kvalet till finalen görs drygt en vecka före via sex uttagningslopp, där de tolv travare som kommer på första- respektive andraplats i varje heat går vidare till finalen. Desto bättre placering i uttagningsloppet, desto tidigare får hästens tränare välja startspår inför finalen. Distansen i samtliga lopp är 2 640 meter med autostart. Den vinnande kusken och hästens ägare får traditionsenligt en gul derbykavaj i vinnarcirkeln.

## Finalen
| P | S  | Häst               | Kusk              | Tränare         | Land    | Odds  | Tid    |
| - | -- | ------------------ | ----------------- | --------------- | ------- | ----- | ------ |
| 1 | 2  | Pato               | Peter Ingves      | Petri Puro      | Sverige | 3,35  | 1.12,8 |
| 2 | 1  | Panne de Moteur    | Jörgen Sjunnesson | Stefan Hultman  | Sverige | 6,30  | 1.12,8 |
| 3 | 5  | Perfectly Enough   | Örjan Kihlström   | Stefan Melander | Sverige | 3,80  | 1.13,1 |
| 4 | 9  | Brasil Boko        | Åke Svanstedt     | Åke Svanstedt   | Sverige | 15,20 | 1.13,1 |
| 5 | 4  | Going For Gold Zaz | Johnny Takter     | Timo Nurmos     | Sverige | 13,50 | 1.13,4 |
| 6 | 12 | Quangaroo Zet      | Daniel Redén      | Daniel Redén    | Sverige | 43,10 | 1.13,4 |
| 7 | 8  | Lovelock           | Björn Goop        | Björn Goop      | Sverige | 41,10 | 1.13,5 |
| 8 | 7  | Bowie Boko         | Olle Goop         | Björn Goop      | Sverige | 43,00 | 1.13,7 |
| 9 | 10 | Västerbo Highflyer | Flemming Jensen   | Flemming Jensen | Sverige | 36,20 | 1.15,3 |
| d | 3  | Caddie Galant      | Jorma Komtio      | Timo Nurmos     | Sverige | 9,90  | 8ag    |
| d | 11 | Mellby Viking      | Erik Adielsson    | Timo Nurmos     | Sverige | 5,60  | 10ag   |
| d | 6  | Bon Frecia         | Ulf Ohlsson       | Timo Nurmos     | Sverige | 53,60 | uag    |